# Laura Veirs
Laura Pauline Veirs (24 de octubre de 1973 en Colorado Springs, Colorado) es una cantautora estadounidense.

## Biografía
Se crio en su ciudad natal. Estudió geología y chino mandarín en la universidad Carleton College de Minnesota. Estas materias le sirvieron para trabajar como traductora durante una expedición geológica en China.
La música folk, country, clásica y de pop influyeron en Veirs durante su adolescencia, aunque declaró "no tomarse en serio" la música hasta cumplir los veinte años. En Carleton se unió a un grupo punk femenino llamado Rair Kx!. Tras su graduación empezó a componer.
En 1999 publicó su primer álbum titulado con su nombre. Su segundo: Troubled by the Fire fue producido en 2003 y contó con la colaboración de cantantes como Bill Frisell. A posteriori firmó contrato con Nonesuch y lanzó Carbon Glacier. A este le seguiría Year of Meteors con el que fue nominada a un Premio de la Crítica por el New York Times en 2005.
Dos años después grabaría Saltbreakers y en 2010 July Flame bajo el sello de Raven Marching Band Label. Este último trabajo fue alabado por The Washington Post.
En 2011 publicó su octavo trabajo: Tumble Bee en el que incluía canciones tradicionales estadounidenses. En el álbum participaron artistas como Colin Meloy, Jim James y Béla Fleck.
En septiembre de 2012 compuso su primera banda sonora para la película Hello I Must Be Going.
Un año después volvería a publicar otro proyecto: Warp and Weft, este último con críticas dispares. En 2015, trabajó en el álbum Carrie & Lowell de Sufjan Stevens. El colaborador a largo plazo de Veirs y luego esposo, Tucker Martine, diseñó parte del álbum.
Veirs fue el compositor principal del álbum case/lang/veirs de 2016, un proyecto de colaboración entre Veirs, K.D. Lang y Neko Case. El álbum recibió críticas positivas y una calificación de Metacritic de 82.
En abril de 2018, lanzó su décimo álbum de estudio The Lookout en su propio sello Raven Marching Band en Norteamérica y Bella Union en el resto del mundo. Era un álbum conceptual sobre la fragilidad de las cosas preciosas. Contó con contribuciones de Sufjan Stevens, Jim James y fue producido por Tucker Martine. Anteriormente, en enero de 2018, había lanzado un podcast, Midnight Lightning, sobre la vida de los padres músicos. La primera temporada contó con entrevistas semanales con 14 madres músicas como Corin Tucker (Sleater-Kinney), Carol Kaye, Rosanne Cash, Rhiannon Giddens, Meshell Ndegeocello, Amanda Bergman, entre otras. A principios de 2018, Chronicle Books publicó su primer libro ilustrado, Libba: The Magnificent Musical Life of Elizabeth Cotten. Una historia sobre la música popular Elizabeth Cotten (también conocida como "Libba") fue ilustrada por Tatyana Fazlalizadeh. Libba fue seleccionada por el Junior Library Guild y recibió el premio Parents' Choice Award.
El día de San Valentín de 2020, Veirs lanzó la canción "I Was a Fool", explorando su divorcio. En julio, su undécimo álbum de estudio, My Echo, estuvo disponible para pre-pedido con un lanzamiento programado para octubre. Veirs continuó escribiendo y grabando, terminando la mayor parte del material de un álbum cuando se lanzó My Echo.

## Discografía

### Álbumes de estudio
| Título                                  | Detalles | Posición en las listas | Posición en las listas | Posición en las listas | Posición en las listas | Posición en las listas |
| Título                                  | Detalles | FRA                    | UK                     | US                     | US Folk                | US Heat                |
| --------------------------------------- | --- | ---------------------- | ---------------------- | ---------------------- | ---------------------- | ---------------------- |
| Laura Veirs                             | - Fecha de lanzamiento: 1999 (WW) - Discografía: Raven Marching Band Records - Formato: CD,                                               | 179                    | —                      | —                      | —                      | —                      |
| The Triumphs and Travails of Orphan Mae | - Fecha de lanzamiento: 10 de julio de 2001 (WW) - Discografía: Raven Marching Band Records - Formato: CD,                                | —                      | —                      | —                      | —                      | —                      |
| Troubled by the Fire                    | - Fecha de lanzamiento: 4 de marzo de 2003 (WW) - Discográfica: Raven Marching Band Records - Formato: CD,                                | —                      | —                      | —                      | —                      | —                      |
| Carbon Glacier                          | - Fecha de lanzamiento: 24 de agosto de 2004 (WW) - Discográfica: Raven Marching Band Records - Formato: CD,                              | —                      | —                      | —                      | —                      | —                      |
| Year of Meteors                         | - Fecha de lanzamiento: 23 de agosto de 2005 (WW) - Discográfica: Raven Marching Band Records - Formato: CD,                              | 135                    | —                      | —                      | —                      | —                      |
| Saltbreakers                            | - Fecha de lanzamiento: 17 de marzo de 2007 (WW) - Discográfica: Raven Marching Band Records - Formato: CD,                               | —                      | —                      | —                      | —                      | —                      |
| July Flame                              | - Fecha de lanzamiento: 12 de enero de 2010 (WW) - Discográfica: Raven Marching Band Records (US)/ Bella Union (EU) - Formato: CD, DD     | —                      | —                      | 124                    | 1                      | 1                      |
| Tumble Bee                              | - Fecha de lanzamiento: 8 de noviembre de 2011 (WW) - Discográfica: Raven Marching Band Records (US) / Bella Union (EU) - Formato: CD, DD | —                      | —                      | —                      | —                      | 26                     |
| Warp and Weft                           | - Fecha de lanzamiento: 20 de agosto de 2013 (WW) - Discográfica: Raven Marching Band Records (US)/ Bella Union (EU) - Formato: CD, DD    | —                      | 59                     | —                      | 10                     | 13                     |

### EP
- Two Beers Veirs, Raven Marching Band Records, 2008

### Álbumes en vivo
- Lore of Ears, Kelp Monthly, 2004

### Soundtracks
- Hello I Must Be Going producido por Todd Louiso, protagonizada por Melanie Lynskey, Christopher Abbott y Blythe Danner, Raven Marching Band Records, septiembre de 2012

### Compilaciones
- "Black-Eyed Susan (demo)" en Remote Wing, Knw-Yr-Own, 2001
- "The Water's Gone (But Life Is Long)" (con Danny Barnes) en Shipwreck Day, Knw-Yr-Own, 2002
- "17" on Flotsam and Jetsam: 2005 What The Heck Fest Sampler, Kelp Monthly, 2005
- "Cast a Hook in Me" en The Sound the Hare Heard, Kill Rock Stars, 2006
- Versión exclusiva de  "Nightingale" en Paste Magazine Sampler 39, 2007

### Otros
- The Young Rapture Choir, Raven Marching Band Records, 2006
- "Yankee Bayonet (I Will Be Home Then)", The Decemberists, The Crane Wife, Capitol, 2006
- "Sailor System" de Your Heart Breaks, Don't Stop Believin Records, 2006
- "Dear Avery", The Decemberists The King Is Dead, Capitol, 2011